# الانتخابات البلدية السعودية 1939
الانتخابات البلدية السعودية 1939 هي انتخابات جرت في مارس 1939 لانتخاب المجالس البلدية في مختلف مدن المملكة العربية السعودية و هي تعتبر ثاني انتخابات في عهد الملك عبد العزيز آل سعود بعد انتخابات الحجاز 1926 و تعتبر الأولى منذ تأسيس و توحيد الدولة السعودية الثالثة و من حيث إقامتها في كل مناطق المملكة حيث إقتصرت تجربة 1926 السابقة على مدن الحجاز فقط .